# فيتور ليما
فيتور ليما (بالبرتغالية: Vítor Lima‏) هو لاعب كرة قدم برتغالي في مركز الوسط، ولد في 18 أغسطس 1981 في غيمارايش في البرتغال. لعب مع إثنيكوس ونادي سالامانكا ونادي سمورة ونادي فالكيرك.

## وصلات خارجية
- فيتور ليما على موقع قاعدة بيانات كرة القدم.إي يو (الإنجليزية)
- فيتور ليما على موقع Soccerbase.com (لاعب) (الإنجليزية)
- فيتور ليما على موقع Soccerway.com (الإنجليزية)